# (21512) Susieclary
(21512) Susieclary (1998 KE40) – planetoida z pasa głównego asteroid okrążająca Słońce w ciągu 3,41 lat w średniej odległości 2,27 j.a. Odkryta 22 maja 1998 roku.